# 吟味方
吟味方（ぎんみかた、ぎんみがた）は、江戸の町奉行所の役職の1つ。出入筋（公事 ＝ 民事訴訟）・吟味筋（吟味＝刑事裁判）を問わず、裁判を担当する役務で、容疑者の取り調べも行なう。詮議方（せんぎかた）とも。

## 員数
員数は、与力10騎、同心20人。また、与力10騎は本役4騎・助4騎・見習2騎となっていた。
出入筋では審理や勧解を、吟味筋では審理を行ない容疑者が自白をしない時には拷問を申請して、自ら牢屋敷に出かけて詮議することもあった。有能な人物が任命され、厳密には定員はなく、8人の時や4人ということもあり、文政3年（1820年）には南北奉行所でそれぞれ吟味方与力7騎、同心12人であった。経験を積んだ者は犯人から巧みに自白を引き出した。
特殊な専門知識が求められる裁判業務に携わることから、吟味方を務める与力の家柄は次第に固定化される傾向にあり、多くは10代から、時には10代前半頃から「見習」として町奉行所に出仕し、親が隠居・退任すれば跡を継ぎ、その後も引き続き吟味方を務めた。

## 吟味方の分掌
当初は吟味方の分掌は確立されておらず、町奉行付きの家臣である内与力のうち、目安方（めやすがた）と呼ばれる4名が裁判業務を取り扱っていた。
目安方内与力が裁判業務では重要な役割を担っていたため、大岡忠相は町奉行に就任したとき、前任奉行の松野助義に目安方の小林勘蔵を譲ってもらうよう懇請した。

## 業務の範囲
町奉行の業務の範囲は基本的には江戸の町・町人に関するものであるが、支配地と他領他支配との関連事件や、江戸町方との関連事件、私領からの吟味願いを老中を通じて下付されるなど、武士に対する吟味を命ぜられることが多かった。
刑罰については、町奉行および遠国奉行は専決できる権限があり、これを手限（てぎり）といった。江戸の町奉行の手限は、中追放以下までで、それ以上の刑罰を科すには老中への伺いが必要であった。
被告人が武家の家来の場合は、安永2年（1773年）からは、急度叱りまでが手限で、押込以上は伺いが必要となった。

## 白州
裁判の行われる場所は白洲（法廷）といった。奉行が出席するのは初回の白洲と最後の判決の申し渡しの時のみで、その間の取り調べは吟味方が行なった。
町奉行は、初審で吟味方与力が用意しておいた審問事項を見ながら尋問し、判決申渡しの時も用意された判決文を読み上げるだけだった。
しかし、重要な事件では奉行は吟味場の背後にある屏風の陰から聞き耳を立て、裁判の様子を窺うこともあった。

## 法曹官僚
なお、裁判に携わる法曹官僚としては、町奉行所の吟味方の他に、評定所の評定所留役や、寺社奉行所の吟味物調役、京都町奉行所の公事方などがいる。

## 出入筋
民事訴訟担当である出入筋では、江戸の町人・寺社領の町・寺社門前および境内借地の者、旗本や御家人、そして諸大名家の家来の訴えを受理して裁判を行った。
出入筋は主に、「金公事」（または「金銀出入」）と、「本公事」に分かれる。金公事は、借金銀・売掛金などの利息付・無担保の金銭債権に関する給付請求で、本公事はそれ以外の出入物の総称である。不法・疵付・誘引・密通などの可罰的事案が出入筋で審議される場合も本公事となる。

### 訴訟の手続きから判決まで
借家人が他の町に居住する借家人に訴訟を起こす場合を例にとると、まず訴訟人（原告）は家主と五人組に訴訟理由を述べて承諾を得てから、被告側の家主に訴訟理由を告げる。
被告側の家主は被告とその者の属する五人組とともにまず示談を推奨する。承知しなかった場合は、裁判中は旅行などはさせない旨を誓約した「預り証」を訴訟人に提出。訴訟人側の家主は預り証と目安（訴状）を名主に提出。
訴訟人側の名主は訴訟人と家主を呼び出し、示談を勧めるが、承諾しなければ被告側の名主に通知する。被告側の名主もまた、家主と被告を呼び出し示談を勧めるが、これにも承諾しなければ訴訟人側の名主にその旨を通知する。
この段階で訴訟人側の名主は目安に奥印して家主に渡し、家主は訴訟人とともに月番の奉行所に、訴訟内容である公事銘（くじめい）を記載した目安を提出。
受け付けた掛の役人は目安の形式・内容などに違法が無いか調べ、正式の目安（本目安）を提出する。
町奉行所は、この目安に被告側が何日に奉行所へ出頭するべきかなどを裏書し、加印して訴訟人に渡す。金公事の場合には本目安に債務弁済ないし和解（内済）を勧告する文言が裏書に加えられる。
裏書をされた目安は、訴訟人が被告に送り、被告は受領書を訴訟人に渡し、出頭するよう指定された日（差日）より前に目安と返答書を奉行所に提出しなければならない。ここで、目安の受領を拒否した被告は所払に処せられた。
差日には訴訟人・被告・双方の家主などが、「腰掛（こしかけ、待合所）」で待ち、呼び出しを受けてから白洲（法廷）に入る。初回の吟味は「初て対決・初対決・初而公事合（はじめてくじあい）・一通吟味」などと言い、大まかな取り調べだけで済まされる。2回目以降になり吟味方与力による本格的な吟味となる。
なお、出入筋であっても、関係者に犯罪の嫌疑がある場合や、証拠提出・債務弁済の強制執行などのために、入牢させることがあった。訴訟代理（「代人」）は本人の親族・奉公人などにしか許されなかったが、「公事宿」の主人・下代が「差添人（さしぞいにん）」として当事者とともに出廷し、訴訟の補佐をすることは認められていた。
吟味方与力の審理が終わると口書（くちがき、裁判調書）が作成され、例繰方は判決の類例を探して提出し、町奉行はこれらに基づいて双方に判決が言い渡される。
判決に対し、原告・被告双方は「裁許請証文」に連署し、奉行所に提出。訴訟人は目安と返答書を継ぎ合わせたものを受け取り、他に裏書に加判した役所があればそれらを巡歴して印形を消してもらい、初判の奉行所に納めて訴訟は終了となる。訴訟費用は両当事者がそれぞれ負担した。
なお、上訴の制度はなく、裁許に従わない者（「裁許破」）は中追放に処せられた。

### 内済
幕府の側では内済（示談）を強く奨励しているため、上記のように訴訟を起こす前に家主や名主が何度も内済を勧め、差日（裁判当日）の前や審議が始まった後であっても双方の間で和解が成立すればいつでも訴訟を取り下げることは出来た。
「様々に勧解の手を尽して弥（いよいよ）熟談不調たる時は」というように、内済を第一とする方針で、特に金公事は訴訟人のみの申し立てだけでも内済が認められていた。
内済の可能性があるうちは何度も「日延願」を出すことが許され、特に金公事に関しては「裁判の解決期限が半年」という規定が適用されなかった。
裁判上の内済は、和解案を記載し、両当事者が連印した「済口証文（すみくちしょうもん）」（「内済証文」）を奉行所に提出、承認の手続（「済口聞届」）を経ることで裁許と同様の効力が与えられる。済口聞届は奉行が白洲で申し渡し、裁許と同様に裏書消印の手続も必要とされた。
裁判役人による内済の奨励は、明治時代以後も「勧解」「調停」の制度に受け継がれた。

## 吟味筋
当時の刑事裁判は、検察官に相当する官職はなく、裁判役所である町奉行所が捜査・審理をして、被疑者の罪状を追及、判決を下すところまで行なった。弁護人の制度もなく、被疑者の弁護権も認められていなかった。
出入筋で密通のような可罰的事案が取り上げられることや、出入筋で始まった裁判が役所の判断で吟味筋に切り替えられることもあった。
さらに、出入筋で刑事的強制がなされ判決で刑罰が科されることや、「差紙（さしがみ）」と呼ばれる召喚状を出して奉行所への出頭を被疑者に命じて、吟味筋が開始される場合もあった。
なお、明治3年（1870年）5月に刑部省が定めた刑事訴訟手続きは、裁判役所が捜査・審理・処罰をするという、江戸時代の吟味筋の手続をほぼ踏襲した糾問主義的なものであった。

### 掛の役人
吟味筋に関わる役人は、吟味方の他にも、容疑者を逮捕する廻り方（三廻）、牢屋敷へ収監するための書類を整える用部屋手付、過去の判例を調べる例繰方などがあった。
- 定町廻り・臨時廻り・隠密廻り（三廻） - 犯罪の捜査、容疑者の逮捕・取り調べなどを担当。
- 例繰方 - 与力2騎・同心4人。御仕置・裁許帳に書かれた先例を元に書類を作成し、奉行に提出する。事件の経過を記録した「御仕置裁許帳」の整備も行なった。
- 用部屋手付 - 同心10人。町奉行直属の用人の配下に所属。「御用部屋[11]」に詰め、刑事断案の調査、起草を行う。

### 逮捕から収監までの手順
刑事事件の取り調べは、呼び出した場合にせよ、捕縛して連れて来たにせよ、その町の自身番屋で一通り聴取をした。廻り方の同心が、巡回中に逮捕した不審者は、一番近い場所にある自身番屋に連れて行って取り調べた。そこで、町内預りにするか、放免するか、牢屋へ送るかを決める。
牢屋敷に送ることを「送り」といい、送りと決まった嫌疑者は大番屋という、自身番屋の中でも留置場の設備のある、大きな番屋へと連行された。この場合、廻り方同心付きの小者が縄をとり、町役人付き添いで送られた。
小泥棒であっても、大勢の者と係り合いがありそうな場合も、多人数を取り調べることができる大番屋送りとされた。
伝馬町の牢屋敷に収監するためには、入牢証文が必要であった。証文を発行してもらうため、廻り方は容疑者を大番屋へ預けておき、たとえ夜であっても、町奉行所に戻り、必要書類を用部屋手付同心に提出する。
この書類は吟味方に回され、それを吟味方が確認した上で御用部屋で書かれた入牢証文を当番方へ渡す。その書類が牢屋奉行の石出帯刀に提出された。
入牢証文が無ければ牢屋敷の方では決して受け付けず、一連の手続きにはどうしても1日はかかるため、その間は留置する設備のある大番屋に容疑者を置く必要があった。

### 入牢証文
入牢証文は町奉行の名義で発行される公文書で、
という定型文で書かれていた。
入牢証文が石出帯刀に提出されると、大番屋に預けられた容疑者を町役人と同心付きの小者が牢屋敷まで連れて行く。ここで吟味方与力が一通り調べて、放免するか刑事被告人にするかを決めるが、ここで赦されることはほとんど無かった。
投獄と決まった場合は入牢証文が変わり、牢屋の帳面には
と書かれた。
最初に入牢する段階では嫌疑だったものが、再入牢の際には刑事被告人扱いとなり、これで予備審問終結となった。
捕物で犯人を捕らえた時は、町奉行から入牢証文を貰って伝馬町の牢屋敷に送られるが、これは奉行から捕物出役の命令があったなどの特別な場合であった。

### 取り調べ
町奉行の白洲は、3つに仕切られて、上の間に奉行、中の間に吟味方与力が座りその側には書役が2人、他にも与力が2人控えていた。
砂利が敷かれた下の間（土間）では、同心や小者が警固に当たり、容疑者は砂利の上に引き出されたが、身分のある武士や僧侶が容疑者であれば縁側に座らされた。
奉行が出席する白洲と違い、吟味方与力が取り調べをするのは白洲より狭い吟味場で、だいたい容疑者と一対一で行なわれた。吟味場は畳敷の上段と板の間の下縁、その一段下には砂利が敷かれた三段の構造だった。吟味方与力は畳敷の上段にいて、容疑者は下段の砂利の上に筵を敷いて座らされる。重罪であれば与力2人で調べることもあった。
場数を踏んだ常習犯が相手だと、審問の合間に隙が生じれば「恐れながら、恐れながら……」と屁理屈を並べ立て吟味が進まなくなる。吟味方与力は、相手が何を言おうと構わず、初めは静かに、徐々に早くなって「サアサアサア」と、嘘をつく余裕も息つく間も与えず攻めたてることが（取り調べの）上手とされ、白洲に引き据え「御場所もわきまえず不埒至極、サァサァ何事も有体に申し立て、恐れ入れい」と一喝して一挙にたたみ込んだ。
そのため、割り込んで尋問を中断してしまってはいけないので、奉行は口を挟まないようにしており、何か質問があれば吟味方与力に言って、吟味方与力が改めて容疑者に聞くという手順になっていた。
吟味は、被疑者の自白による犯罪事実の認定に主眼が置かれる。証拠が明白であっても、本人の自白が無ければ拷問によって自白を引き出すことになった。しかし、被疑者をうまく誘導して自白させるのが吟味方の手腕であって、拷問をすることは手際が悪いとされた。
取り調べは吟味方与力の方で行い、口書・爪印を済ませ、例繰方が過去の類例を探し、用部屋手付同心が擬律（犯罪事実に対して法律を具体的に適用すること）し、申し渡し書も用意した。擬律は、主に裁判の先例集である『公事方御定書』（寛保2年（1742年）作成）の下巻を元にして行われた。
本来、『御定書』は三奉行と京都所司代・大坂城代のみが閲覧できるものとされていたが、裁判実務に携わる吟味方与力や評定所留役も上司である奉行から借用し閲覧することができた。
尋問に際して吟味方与力は相当に乱暴かつ強圧的な態度で臨んだらしく、佐久間長敬・原胤昭兄弟の父の佐久間健三郎は「鬼」とあだ名され、その審問は「惨酷」で健三郎の大音声は「往還の通行人の耳を突ん裂く事があつた」という。

### 拷問
証拠が明白でありながら自白をしない容疑者に対しては、拷問がなされる。
拷問を行なっても自白をさせるべきとされた罪は、享保7年（1722年）に町奉行・大岡忠相により「殺人・放火・盗賊」の3種が、元文5年（1740年）に水野勝彦により「関所破り・謀書謀判（文書偽造）」を加えた5種とされた。これは『公事方御定書』下巻第83条に記載されており、上記以外の場合に拷問を適用する場合は評定所一座の評議を必要とした。なお、審理中に死罪に該当するような犯罪を犯していたことが発覚した場合も、拷問が行なわれた。
笞打・石抱・海老責・「釣責（つるしぜめ）」の4種類があり、このうち拷問にあたるのは釣責のみで、残る3つは「牢問（ろうどい）」「責問（せめどい）」と呼ばれ拷問とは区別されていた。
笞打と石抱は穿鑿所で、海老責と釣責は拷問蔵で行われた。穿鑿所は牢屋敷内にあり、8畳敷2間と、8畳間の吟味席・6畳間の同心物書所があった。拷問蔵も牢内にあり、2坪が畳敷きの座敷で、残り3坪は白洲だった。牢問は町奉行の権限で実施できたが、拷問を行うには老中の許可が必要だった。
海老責は、笞打や石抱が行われた後、数日あけて、身体が快復した後に行なわれねばならなかった。なお、拷問はあくまで証拠が明白であるのに自白が無いために行われるもので、最初からもし誤って死んでもと覚悟してとりかかるため、拷問中に死んでも過失や故意でない限り責任は問われなかった。また、拷問にかけられても自白におよばない場合は、老中に上申して許可を得た上で処刑をした。この処置を察斗詰といった。
拷問には、吟味方与力と書物役（かきものやく、記録係）を務める配下の2、3人の同心の他にも、複数の役人が立ち会った。
- 徒目付・小人目付 - 監察役として拷問に立ち会う。拷問を受ける囚人の名前書と罪状を聞き合わせ、疑わしい点があれば、上司の目付に報告する。
- 鎰役（かぎやく、鍵役） - 石出帯刀配下の組同心。牢内の鍵を預り、囚人の出入を担当する役人。
- 打役（うちやく） - 石出帯刀配下の組同心。笞打、杖打ちを担当。
- 獄医（牢屋医者） - 牢屋敷抱えの医者。囚人に異変があったときに手当をするため、拷問中は常に囚人に注目している。拷問が終われば、囚人に気付薬を与え、脈を診て、手当をする。
- 牢屋下男 - 牢屋敷抱えの下男。石出帯刀の印付法被を着て、囚人拷問を担当する。
- 非人 - 江戸市中の非人のうち、賦役として牢屋へ詰めた者。

他に奉行が出席することもあるが、臨場はせず、陰で拷問の様子を聞いた。
徒目付や小人目付が立ち会うようになったのは、大岡が町奉行であった享保3年（1718年）と島祥正の在任中の延享2年（1745年）に老中より沙汰があったため、以後は吟味方与力1人での取り調べはせず、必ず目付方を臨席させるようにと決められてからである。
吟味方与力と徒目付は、継裃と脇差を帯びて背後に刀を置き、御小人目付は羽織袴で背後に刀を置く。
囚人は白衣に手鎖（手錠）をかけられて引き出され、旗本格の士・格式ある神官・僧侶であれば吟味与力と同間に、その他の士分・平神官・僧侶は縁側に、足軽や平民は「囚人台」と呼ばれる蓆敷きの敲きの間に座らせられる。警固のため打役は囚人の左右に付き添うが、囚人が敲きの間にいる場合は打役は縁側に控えた。
吟味方与力が、どうしても自白しない場合は拷問する旨を、初めは丁寧に告げ、白状しなければ語気を荒らげて叱責する。それでも自白しない場合に、立会の役人たちにも拷問すべきかと聞いてから、異存が無ければ、縁下へ下ろして拷問にかけることになる。
吟味方与力は尋問事項を事前に書類にして用意し、それに基づいて尋問し、時間制限をせず、白状するまで続けられた。

### 判決
吟味の結果、判決を下す段階を「吟味詰（ぎんみづめ）」といい、吟味詰りの「口書（くちがき、調書）」（吟味詰り之口書）を作成する。
口書は、被疑者が刑事責任を承認する旨を記した証文で、これを役人が読み聞かせて、異議が無ければ爪印を押させる。なお、口書（くちがき）は農民・町人に対してのもので、武士や神主の場合は「口上書（こうじょうしょ）」といい、武士には「書判（かきはん）」もさせた。
もし牢内で容疑者が死亡しても、口書・爪印が済んでいればその者の罪科と生きていれば何の刑に処すと書かれた申渡書が作られる。口書・爪印をする前に死亡した場合は申渡書は書かれなかった。
死罪以上と決まった者については、調書を全て添えて老中に差出す。老中が刑が適当と認めれば将軍に上申し、印を戴いて刑が確定するが、納得しなければ「再吟味」の札を付けて奉行へ返す。その場合は、尋問のやり直しとなった。
口書・爪印が済み、刑が確定すれば、申し渡しが行なわれる。これを「落着」という。
遠島以下の刑は、奉行自身が白洲へ出て申し渡す。奉行の判決の際は、組与力、目安方などが陪席し、突這同心2人が白洲を警備した。目付立会の吟味であれば、徒目付か小人目付が陪席した。
死刑は、相手が庶民であれば牢屋敷の構内で与力が「罪を犯したことは不届であるから、死罪を仰せ付ける」というように申し渡した。軽い刑であれば不届ではなく「不埒」と言い、無罪であれば「構無（かまいなし）」と申し渡す。処刑と決まった場合でも、その根拠となった法令を引用して告げることはなかった。
奉行は申し渡しの際に「証文致す」べき旨を付け加える。この証文は「落着請証文（らくちゃくうけしょうもん）」といい、犯罪の事実を書き、これに対して科せられた刑罰を受ける旨の証文で、奉行所の役人が作って読み聞かせ、押印、爪印または書判させ、これに名主・家主・親族の者も連判した。
処刑は、判決の言い渡しのあった直後に執行される。斬首刑（死罪・下手人・獄門）は、牢屋敷内の刑場で実施された。執行後、立ち会った役人がその旨を奉行に報告し、奉行はそれが仕置伺をした事件であることを老中に届け出る。同役の奉行にも一件記録を送付することで、一連の裁判手続きは終了する。
審理の促進を目的として、容疑者を未決囚として牢屋敷に拘束する期間は、享保期以降は最長で入牢してから半年間と定められ、解決しない場合は「六ヶ月届」を老中に提出する。ただし、遠島の場合は、囚人を送る船が出る時期まで牢屋に留め置かれた。